# Климанов, Геннадий Иванович
Геннадий Иванович Климанов (1 августа 1948, Казань) — советский футболист, правый защитник. Сыграл более 300 матчей за казанский «Рубин».

## Биография
Воспитанник группы подготовки футболистов «Рубина». Вызывался в молодёжные сборные РСФСР и СССР, в российской команде был капитаном.
Во взрослом футболе начал выступать в 1967 году в составе «Рубина» в первой лиге, со следующего сезона стал основным игроком команды. В начале 1971 года перешёл в московское «Торпедо», но сыграл за основной состав только один матч в начале сезона в Кубке СССР против «Рубина». В ходе сезона вернулся в Казань, однако по итогам года «Рубин» покинул первую лигу. В 1974 году вместе с клубом стал серебряным призёром финального турнира второй лиги. С 1975 года снова выступал в первой лиге, но после очередного вылета, в 1977 году в команде было проведено омоложение состава, и футболист завершил карьеру.
Всего за карьеру провёл в составе «Рубина» 304 матча в первенствах СССР в первой и второй лигах. Был игроком оборонительного плана, но изредка результативно подключался в атаку. Составлял на правом фланге команды тандем с Мурадом Задикашвили. Некоторое время был капитаном команды.